# Catasetum pendulum
Catasetum pendulum är en orkidéart som beskrevs av Dodson. Catasetum pendulum ingår i släktet Catasetum och familjen orkidéer. Inga underarter finns listade i Catalogue of Life.